# János Mogyorósi-Klencs
János Mogyorósi-Klencs (ur. 31 marca 1922 w Debreczynie, zm. 22 lipca 1997 w Budapeszcie) – węgierski gimnastyk, medalista olimpijski z Londynu i uczestnik Letnich Igrzysk Olimpijskich 1952.